# Connarus ecuadorensis
Connarus ecuadorensis là một loài thực vật có hoa trong họ Connaraceae. Loài này được Schellenb. mô tả khoa học đầu tiên năm 1938.